# Vecerniile siciliene (operă)

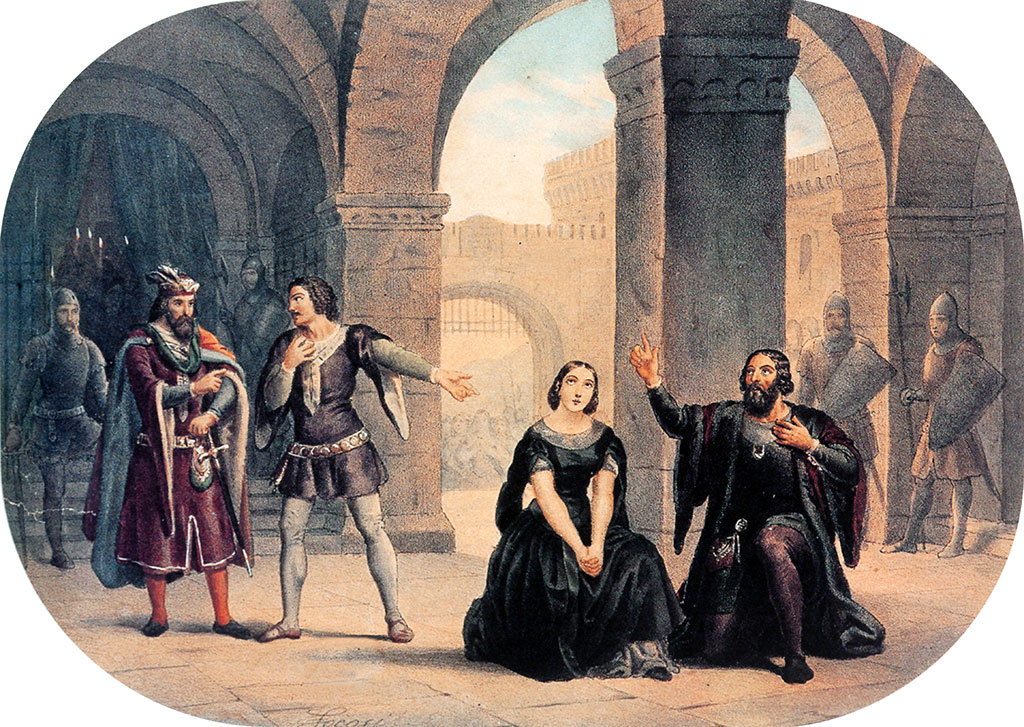
O scenă din operă (litografie de Roberto Focosi)

 Vecerniile siciliene  (titlul original: în franceză Les vêpres siciliennes, în italiană I vespri siciliani), este o operă în 5 acte de Giuseppe Verdi, după un libret de Eugène Scribe și Charles Duveyrier, bazat pe datele istorice ale revoltei siciliene din anul 1282.
Premiera operei a avut loc la Théatre Impérial de L'Opéra din Paris (în limba franceză), în ziua de 13 iunie 1855, cu ocazia inaugurării Expoziției Mondiale.
Durata operei: cca 3 ore și 20 minute. 
Locul și anul de desfășurare al acțiunii: Palermo (Sicilia), 1282.

## Cadrul istoric
Unul dintre cele mai sângeroase evenimente ale Evului Mediu, rămas în istorie ca „Vecerniile siciliene", s-a declanșat prin revolta populației siciliene împotriva stăpânirii franceze la data de 30 martie 1282. În seara acelei zile, la slujba de vecernie din biserica „Chiesa del San Spirito“ din Palermo, un incident minor survenit între cavalerii francezi și localnici, a generat un masacru căruia i-au căzut victime câteva mii de francezi în cursul următoarelor 6 săptămâni. Regele Siciliei Carol I de Anjou, subordonații săi și toți nobilii francezi îi tratau foarte rău pe localnicii sicilieni, aceasta fiind de fapt cauza primară a conflictului. Carol I de Anjou a fost obligat să părăsească Sicilia, iar Petru al III-lea al Aragonului a devenit rege al Siciliei.

## Personajele principale
- Hélène (Elena), sora ducelui Frederic de Austria (soprană)
- Ninetta, subreta sa (mezzo-soprană)
- Henri (Arrigo), un tânăr sicilian (tenor)
- Guy de Montfort, guvernatorul Siciliei, personaj istoric real (bariton)
- Jean de Procida (Giovanni da Procida), medic sicilian, personaj istoric real (bas)
- Daniéli, un sicilian (tenor)
- Mainfroid (Manfredo), un alt sicilian (tenor)
- Sire de Béthune, ofițer francez (bas)
- Contele de Vaudemont, ofițer francez (tenor)
- Thibault (Tebaldo), soldat francez (tenor)
- Robert, soldat francez (bas)
- curtea nobiliară a guvernatorilor, sicilieni, soldați francezi, popor [2]